# Sztancsafalva
Sztancsafalva (románul: Stanciova, szerbül: Станчево) település Romániában, a Bánságban, Temes megyében.

## Fekvése
Temesrékastól északkeletre, Tésfalu és Aranyág közt fekvő tgelepülés.

## Története
A falutól északra 3 kilométerre őskőkorszaki település maradványait tárták fel.
Sztancsafalva nevét 1456-ban említette először oklevél Stanschevo írásmóddal. 1462-ben Zthanchofalwa, 1471-ben Ztanchafalwa alakban írva említették, ekkor Borzlyuk város 32. tartozékaként szerepelt. 1718-ban Stanschevo, 1761-ben Stancsova, 1808-ban Sztáncsova, Stancsova, 1913-ban Sztancsafalva formában írták.
A település a 14. században már fennállt  és a borzlyuki uradalom 32. tartozékaként szerepelt. Károly Róbert király óta királyi birtok volt. 1456-ban Hunyadi János, 1462-ben, pedig Jiskra János birtoka volt, akitől 1468-ban Pán Mátyás kapta zálogban. 1477-ben a borzlyuki uradalommal együtt Bánfi Miklós és Jakab birtoka.
A törökök kiűzése után 12 lakott házzal szerepelt. 1718-1722 között montenegrói szlávok telepedtek itt le. A gróf Mercy térképén Stanzobosella, az 1761-es térképen, pedig már Stancsova néven a lugosi kerületben szerepelt. 1821-ben a csanádi káptalan kapta adományul.
1851-ben Fényes Elek írta a településről: „Sztancsova, falu, Temes vármegyében. Utolsó posta Rékas 1 1/2 óra”
1852-1853-ban Felvidékről származó tótok telepedtek le itt, akik a káptalantól ajándékozott házhelyeken házakat építettek, s így keletkezett Tótfalu. 1881-ben azonban lejárt a bérleti szerződésük, ekkor ismét elköltöztek innen.
1905 és 1907 között körülbelül 150 magyar családot telepítettek itt le, tanyarendszer szerint. A 20. század elején kincstári birtok volt. Ekkor a településhez tartoztak: Andrásvölgy, Barkás, Bükkös, Lázárvölgy, Liget, Lovasrét, Szélesmező és Tölgyes is,  melyek az új magyar telepesek telepcsoportjai voltak.
A trianoni békeszerződés előtt Temes vármegye Temesrékasi járásához tartozott.
1910-ben 2066 lakosából 1052 szerb, 898 magyar, 85 német volt. Ebből 1066 görögkeleti ortodox, 955 római katolikus, 26 görögkatolikus volt.

## Nevezetességek
- Görögkeleti szerb temploma 1899-ben épült.
- Római katolikus temploma 1910-ben épült.

## Híres emberek
Itt született 1822. május 15-én Csomortányi Lajos honvédőrnagy.